# 沈黙の遺跡〜エストポリス外伝〜
『沈黙の遺跡～エストポリス外伝～』（ちんもくのいせき エストポリスがいでん）は、2002年3月8日にタイトーから発売されたゲームボーイアドバンス用ゲームソフト。

## 概要
エストポリス伝記シリーズの外伝。時系列は『エストポリス伝記II』から数年後となっている。本作ではシリーズで初めて転職やモンスターを仲間にするシステムが導入された。2016年8月17日にWii Uのバーチャルコンソールにて配信された。

## ゲームシステム
ダンジョンは入るたびに自動生成する構成となっており、前作までと同様の戦闘システムが採用されている。また、図鑑はプレイヤーの自由に収集することができる。
ディスクモンスターシステム
敵として出てきたモンスターを仲間にすることができ、ディスクモンスターは進化の時期にどんなアイテムを与えるかで進化系が変化する。戦闘中に集中攻撃を受けるとIPが上がり、仲間になったモンスターをインストールすることができるようになり、強力な技が使えるようになる。インストールによって姿や技が異なっている。

## 登場人物
イジュ
年齢∶14歳
本作の主人公。ハンター志望である茶髪の少年で、パーセライトに住んでいる。
トーマ
同じくハンター志望で、イジュの幼馴染である金髪の少年。
ラミ
緑髪の少女。魔法の威力は高いが、HPは低くAP消費も高い。